# Баранцате
Баранцате (итал. Baranzate) — город в Италии, в провинции Милан области Ломбардия.
Население составляет 11 227 человек (на 2004 г.), плотность населения составляет 4025 чел./км². Занимает площадь 2,78 км². Почтовый индекс — 20021. Телефонный код — 02.